# Gabriel Santana Pinto
Gabriel Santana Pinto, noto anche come Gabriel (Salvador, 6 gennaio 1990), è un calciatore brasiliano, centrocampista o attaccante del Mirassol.